# К-279
К-279 — советский ракетный подводный крейсер стратегического назначения, головной корабль проекта 667Б «Мурена».

## История строительства
Зачислена в списки ВМФ СССР 6 февраля 1970 года. 30 марта того же года заложена на стапеле ПО «Севмашпредприятие» под заводским номером 310 как крейсерская подводная лодка с баллистическими ракетами.
20 декабря 1971 года выведена из цеха и успешно спущена на воду.
27 декабря 1972 года зачислена в состав Северного флота. Была временно прикреплена к 19-й дивизии подводных лодок.

## История службы
22 января 1973 года включена в состав формирующейся 41-й дивизии подводных лодок. Базировалась в бухте Ягельная (Гаджиево, Мурманская область). Командир капитан 1 ранга В. П. Фролов.
В мае 1974 года передислоцирована в посёлок Островной (Гремиха).
25 июля 1977 года переклассифицирована в ракетный подводный крейсер.
С 1979 по 1981 год проходила средний ремонт на предприятии «Звёздочка» в Северодвинске.
С декабря 1982 года по май 1983 года несла боевую службу подо льдами в течение 164 суток.
13 сентября 1983 года в 21 час 13 минут во время боевого патрулирования в море Баффина на глубине 197 метров на скорости 7 узлов произошло столкновение с низко сидящим айсбергом. Повреждение получил торпедный аппарат с ЯБП, торпеда была извлечена и закреплена на палубе в 1 отсеке.
28 марта 1992 года исключён из состава ВМФ. До 2001 года находилась в отстое акватории Северодвинска, затем была утилизирована на ФГУП «Звёздочка».